# Modifikationen eines stochastischen Prozesses
Modifikationen eines stochastischen Prozesses, auch Versionen eines stochastischen Prozesses genannt, sind in der Wahrscheinlichkeitstheorie Elemente gewisser Äquivalenzklassen von stochastischen Prozessen. Dabei werden alle stochastischen Prozesse, die einander in der Hinsicht sehr ähnlich sind, dass sich zu keinem Zeitpunkt durch das zugrunde liegende Wahrscheinlichkeitsmaß unterscheiden lassen, als äquivalent angesehen. Jeder dieser Prozesse ist dann eine Modifikation oder Version eines Repräsentanten dieser Äquivalenzklasse. Diese Einordnung wird getroffen, um die Pfade von stochastischen Prozessen besser untersuchen zu können. Interessant ist dabei beispielsweise die Frage, ob es eine Modifikation eines stochastischen Prozesses gibt, deren Pfade stetig sind. Dies ist zum Beispiel bei der Konstruktion der Brownschen Bewegung von Bedeutung. Eine Aussage über die Existenz von lokal Hölder-stetigen Modifikationen trifft der Satz von Kolmogorov-Chentsov.
Eng verwandt mit den Modifikationen eines stochastischen Prozesses sind die ununterscheidbaren stochastischen Prozesse. Unter Umständen fallen beide Begriffe zusammen.

## Definition
Gegeben seien zwei stochastische Prozesse {\displaystyle X} und {\displaystyle Y} auf dem Wahrscheinlichkeitsraum {\displaystyle (\Omega ,{\mathcal {A}},P)}  mit Zeitmenge {\displaystyle I} und Zustandsraum {\displaystyle E}.
Die Prozesse {\displaystyle X} und {\displaystyle Y} heißen Modifikationen oder Versionen voneinander, wenn für alle {\displaystyle t\in I} gilt, dass fast sicher {\displaystyle X_{t}=Y_{t}} ist.

## Eigenschaften
Die Modifikationen eines stochastischen Prozesses sind ein schwächerer Begriff als die Ununterscheidbarkeit. Das bedeutet, dass ununterscheidbare Prozesse {\displaystyle X,Y} stets Modifikationen voneinander sind. Denn nach der Definition ist bei Modifikationen {\displaystyle N_{t}=\{X_{t}\neq Y_{t}\}} für jedes {\displaystyle t\in I} eine Nullmenge. Bei ununterscheidbaren Prozessen gibt es aber eine Nullmenge {\displaystyle N}, so dass {\displaystyle \textstyle \bigcup _{t\in I}N_{t}\subset N}. Existiert nun solch eine Nullmenge {\displaystyle N}, so müssen die {\displaystyle N_{t}} als Teilmengen einer Nullmenge alle Nullmengen sein. Sind aber umgekehrt {\displaystyle X,Y} Modifikationen voneinander, so folgt im Allgemeinen nicht, dass die Prozesse auch ununterscheidbar sind. Dies liegt daran, dass beliebige Vereinigungen der Nullmengen {\displaystyle N_{t}} im Allgemeinen keine Nullmenge mehr sind.
Ein Beispiel hierfür sind die Prozesse
{\displaystyle X_{t}={\begin{cases}1&{\text{ falls }}Z=t\\0&{\text{ falls }}Z\neq t\end{cases}}}
sowie
{\displaystyle Y_{t}=0}.
Hierbei sei {\displaystyle Z} eine normalverteilte Zufallsvariable. Dann ist {\displaystyle P(X_{t}=Y_{t})=P(Z\neq t)=1} für alle {\displaystyle t\in I}. Also sind {\displaystyle X} und {\displaystyle Y} Modifikationen voneinander. Aber es lässt sich zeigen, dass die Prozesse nicht ununterscheidbar sind.
Sind {\displaystyle X,Y} Modifikationen eines Prozesses mit Indexmenge (Zeitmenge) {\displaystyle I}, so gilt unter folgenden Voraussetzungen auch der Umkehrschluss, also dass auch Modifikationen eines  Prozesses ununterscheidbar sind. Die beiden Begriffe sind also unter den folgenden Umständen äquivalent:
- Entweder die Indexmenge {\displaystyle I} ist abzählbar
- oder die Prozesse {\displaystyle X} und {\displaystyle Y} sind fast sicher rechtsseitig stetig und {\displaystyle I\subset \mathbb {R} } ist ein Intervall, das aber durchaus unbeschränkt sein kann.